# كارل بولفريك
كارل بولفريك (بالألمانية: Carl Pulfrich)‏ (و. 1858 – 1927 م) هو فيزيائي من ألمانيا . ولد في بورشايد .

## جوائز
حصل على جوائز منها:
- Order of the Red Eagle 4th Class
- وسام فرانز جوزيف.